# Maxillaria tiaraensis
Maxillaria tiaraensis är en orkidéart som beskrevs av Germán Carnevali och Gustavo Adolfo Romero. Maxillaria tiaraensis ingår i släktet Maxillaria och familjen orkidéer. Inga underarter finns listade i Catalogue of Life.